# Georges Clemenceau
Georges Benjamin Clemenceau (Mouilleron-en-Pareds, 28 de septiembre de 1841-París, 24 de noviembre de 1929) fue un médico, periodista y político francés que alcanzó el cargo de primer ministro y jefe de gobierno durante el régimen de la Tercera República Francesa.

## Biografía

### Carrera política
Clemenceau provenía de la burguesía de la región de Vendée y fue educado en el seno de una familia republicana, siendo su padre un firme opositor a las monarquías de Carlos X y Luis Felipe I, y luego del emperador Napoleón III. Siguiendo la tradición familiar, cursó estudios de medicina en Nantes y en París donde participó en la creación de varias revistas y redactó numerosos artículos de oposición a Napoleón III. Desde 1865 a 1869 vivió en Estados Unidos, donde fue profesor en un instituto de secundaria.
La carrera política de Clemenceau comenzó nada más iniciarse la Tercera República, en septiembre de 1870, cuando fue nombrado alcalde del distrito XVIII (barrio de Montmartre) de la capital francesa, donde desarrolló una importante labor social. En las elecciones de febrero de 1871 fue elegido diputado a la Asamblea Nacional por el departamento de Sena, en las filas de los republicanos radicales. Durante la Comuna de París intentó mediar sin resultado entre el gobierno de Adolphe Thiers y el gobierno de los comuneros, lo que le llevará a dimitir tanto de sus funciones de diputado como de alcalde de distrito.
Reelegido diputado por París en las elecciones generales de 1876, se impone como jefe de la oposición de extrema izquierda luchando por la amnistía de los prisioneros de la Comuna, abogando por la separación de la Iglesia y del Estado y en contra de la política colonial de Francia. Su oposición a las intervenciones militares francesas en el canal de Suez y en Tonkín, así como su lucha por la supresión del Senado lograron la caída de varios gobiernos, lo que le valió el apodo de "El Tigre".
Después de verse injustamente implicado en el escándalo de Panamá se retiró de la escena política unos años hasta el estallido del caso Dreyfus. Clemenceau era entonces redactor del periódico L'Aurore, y fue el inventor del famoso título del artículo de Emile Zola, denominado J'accuse...!, distinguéndose como uno de los defensores del capitán Alfred Dreyfus.
En 1902 Clemenceau vuelve a la vida política, siendo elegido senador por el departamento de Var. Como senador, siguió militando a favor de la separación de poderes entre la Iglesia y el Estado, apoyando la legislación anticlerical del primer ministro Émile Combes. Después de la victoria del Partido Radical en las elecciones de 1906, Clemenceau fue nombrado ministro del Interior y el mismo año pasó a ocupar la Jefatura del Gobierno (como presidente del Consejo de Ministros). Poco después de la catástrofe de Courrières de ese mismo año, hubo numerosas protestas obreras auspiciadas por los socialistas, que fueron reprimidas por Clemenceau utilizando para ello la fuerza militar. Gobernando con mano de hierro, Clemenceau reformó los cuerpos de policía para que pudieran enfrentar a los movimientos de protesta por militantes de la izquierda política, creando "brigadas móviles" de policía (que en referencia a él se apodaron "brigadas del Tigre") y describiéndose a sí mismo como el "primer policía de Francia". 
Enfrentado a su entorno político, y hostilizado por los socialistas, Clemenceau rompió sus relaciones con el líder socialista Jean Jaurès y apoyó el establecimiento de la Entente Cordiale con Gran Bretaña. No obstante fue duramente interpelado por Théophile Delcassé en 1909 respecto al estado de la marina de guerra francesa, por lo cual dimitió en ese mismo año para volver a su carrera periodística. Fundó el periódico regional Le journal du Var y el periódico parisino L'homme libre (El hombre libre).

### Primera Guerra Mundial
Tras el estallido de la Gran Guerra de 1914, Clemenceau se dedica en la prensa a abordar temas internacionales y militares, y se forja con ello una sólida reputación de patriota y nacionalista. Detractor de la postura pacifista de sus colegas socialistas frente a la guerra, es duramente cuestionado por el gobierno presidido por René Viviani y sufre la censura de su periódico L'homme libre en septiembre de 1914, al cual cambia de nombre por L'homme enchaîné (El hombre encadenado). En noviembre de 1917, el presidente de la República Raymond Poincaré llama a Clemenceau para ser nuevamente jefe de gobierno, acumulando los cargos de primer ministro (presidente del Consejo) y ministro de la Guerra.
Durante su mandato, Clemenceau restauró la confianza del pueblo francés en las instituciones republicanas llevando a cabo una verdadera política de "salvación pública" para lograr la plena movilización de la economía francesa con miras a sostener el esfuerzo bélico. Clemenceau persiguió activamente a los pacifistas y a la prensa que sugiriera ideas derrotistas pero sin llegar a recurrir a la censura, y sus frecuentes visitas a las tropas en el frente le valieron una enorme popularidad. También pidió públicamente el encarcelamiento del parlamentario Joseph Caillaux, quien había sugerido que Francia iniciara conversaciones de paz con el Imperio alemán y abandonara su alianza con Gran Bretaña, propuesta que Clemenceau tachó de traición y derrotismo, insistiendo por el contrario en su decisión de proseguir la guerra hasta el final (en francés la guerre jusqu'au bout o jusqu’au-boutisme), manteniendo la lucha contra Alemania hasta conseguir la rendición de ésta.
En paralelo, Clemenceau dejó la plena conducción de la guerra al estado mayor militar dirigido por el mariscal Ferdinand Foch, sin interferencias políticas, cuidando por su parte de preservar con dureza un muy sólido "frente interior", lo cual generó en su favor un amplio apoyo entre las masas populares. La admiración y adhesión hacia Clemenceau se extendió incluso entre las tropas del frente, situación bastante inusual entre los políticos de la Tercera República.

### Posguerra

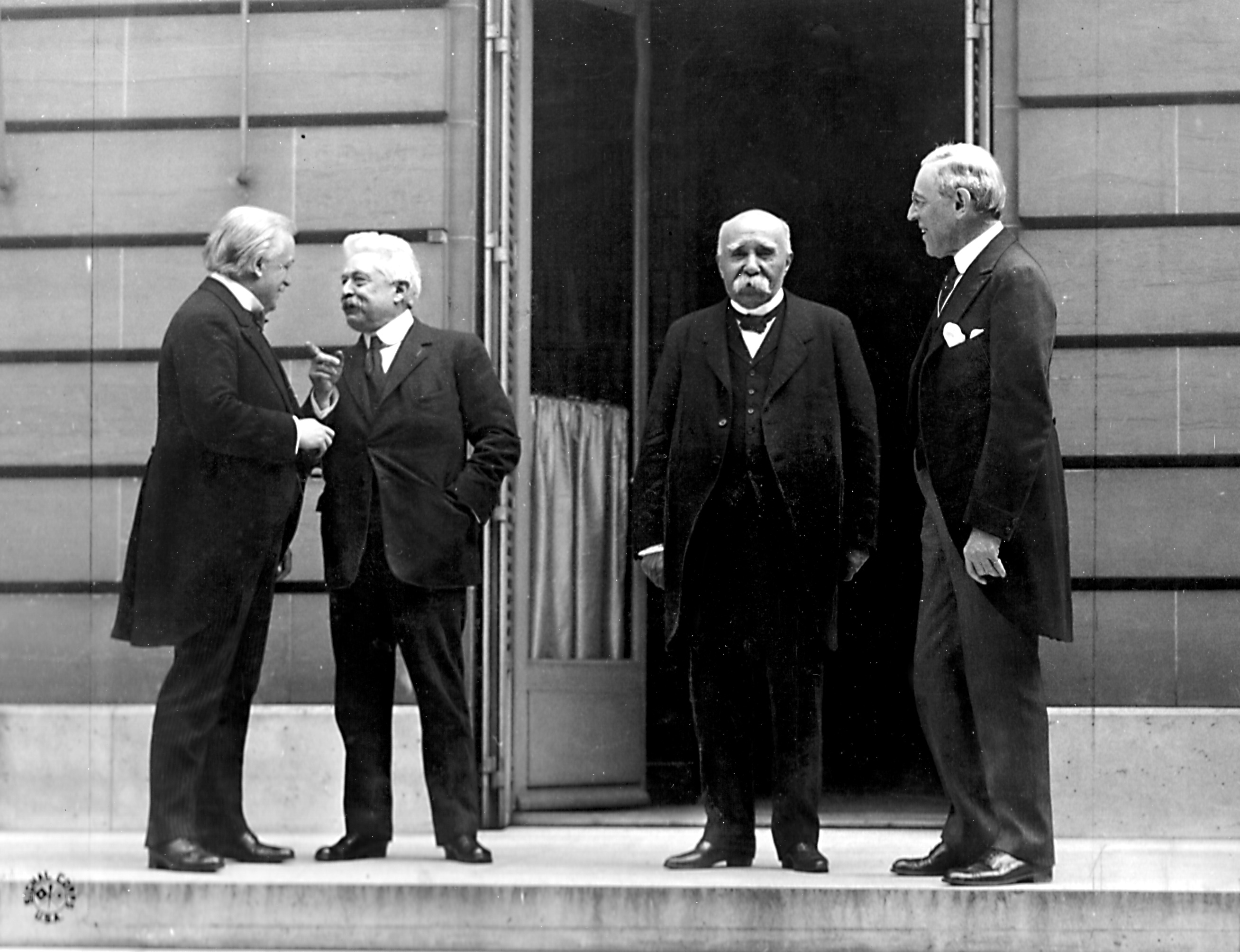
El Consejo de los Cuatro, en la Conferencia de Paz de París en 1919: de izquierda a derecha Lloyd George, Vittorio Emanuele Orlando, Georges Clemenceau y Woodrow Wilson.

Clemenceau fue uno de los artífices y destacados negociadores de la Conferencia de Paz de París en 1919. Durante la firma del Tratado de Versalles formó parte de los que reclamaban castigar severamente a Alemania mediante el pago de elevadas reparaciones de guerra, la incorporación de Renania a la economía francesa, y la extinción completa del imperio colonial alemán, junto con varios otros planes para debilitar decisivamente al bando vencido. El presidente de los Estados Unidos, Woodrow Wilson, y el primer ministro británico, Lloyd George se oponían a esta clase de ideas y evitaron que los planes de Clemenceau se cumplieran en su totalidad. 
Clemenceau logró no obstante que en los acuerdos de paz se aprobaran diversas cláusulas destinadas a debilitar "definitivamente" a Alemania, pero aun así mantuvo por el resto su vida el pensamiento de que la derrotada Alemania había sido tratada de forma "demasiado benevolente" por Francia, por lo que varios historiadores contemporáneos le consideran en parte responsable de los errores del Tratado de Versalles. Aun así, se opuso a la ocupación francesa del Ruhr al considerar que ello alejaba inútilmente a Francia de sus aliados británicos y estadounidenses.
En 1920 Clemenceau perdió las elecciones para la Presidencia de la República. Con setenta y nueve años, se retiró para dedicarse a viajar y a escribir dos importantes obras: Démosthène, Grandeur et Misères d’une victoire (Demóstenes, grandeza y miserias de una victoria), dedicada a defender su postura política durante los años 1917-1919, y Au soir de la Pensée (En el ocaso del pensamiento), una reflexión sobre su evolución política a lo largo de su vida.
Aficionado al arte, Clemenceau fue protector de muchos pintores como Claude Monet. Gracias precisamente a su intervención, este pintor regaló su serie de obras Los nenúfares al Estado francés en 1922. 
Clemenceau falleció en París el 24 de noviembre de 1929, a la edad de ochenta y ocho años. Según su deseo, fue enterrado en una sepultura sencilla en el pueblo de Mouchamps (en la región de Vendée), tierra de sus antepasados.